# Großrehmühle
Großrehmühle ist ein Gemeindeteil des Marktes Marktleugast im Landkreis Kulmbach (Oberfranken, Bayern). Großrehmühle liegt in der Gemarkung Neuensorg.

## Lage
Das Straßendorf liegt am Rehbach und an der Staatsstraße 2158 und ist allseits von Waldgebieten umgeben. Die St 2158 führt nach Grafengehaig (1,9 km nordwestlich) bzw. an Neuensorg vorbei nach Marktleugast zur Bundesstraße 289 (3,3 km südlich). Im Ort zweigt eine Gemeindeverbindungsstraße ab, die nach Grünlas führt (1 km nordöstlich).

## Geschichte
Gegen Ende des 18. Jahrhunderts bestand Großrehmühle aus einem Anwesen. Das Hochgericht übte das bambergische Centamt Marktschorgast aus. Das bambergische Kastenamt Stadtsteinach war Grundherr der Mühle.
Mit dem Gemeindeedikt wurde Großrehmühle dem 1811 gebildeten Steuerdistrikt Marktleugast und der im selben Jahr gebildeten Ruralgemeinde Marktleugast zugewiesen. Am 28. Januar 1845 erfolgte die Überweisung an die neu gebildete Gemeinde Neuensorg. Im Zuge der Gebietsreform in Bayern wurde Großrehmühle am 1. Januar 1978 nach Marktleugast eingegliedert.

### Einwohnerentwicklung
| Jahr      | 001818 | 001819 | 001861 | 001871 | 001885 | 001900 | 001925 | 001950 | 001961 | 001970 | 001987 |
| Einwohner |        | †      | 43     | 24     | 47     | 52     | 89     | 71     | 62     | 53     | 51     |
| Häuser    | *      |        |        |        | 5      | 8      | 11     | 12     | 13     |        | 17     |
| Quelle    | [ 6 ]  | [ 9 ]  | [ 10 ] | [ 11 ] | [ 12 ] | [ 13 ] | [ 14 ] | [ 15 ] | [ 16 ] | [ 17 ] | [ 1 ]  |

## Religion
Großrehmühle ist katholisch geprägt und bis heute nach Mariä Heimsuchung in Marienweiher gepfarrt.